# EUCC – Die Küsten Union Deutschland
EUCC – Die Küsten Union Deutschland e. V. (EUCC-D) ist ein gemeinnütziger Verein mit Sitz in Rostock-Warnemünde. Er ist die deutsche Vertretung der Coastal and Marine Union (EUCC), der größten, europäischen Nichtregierungsorganisation (NGO), die sich für eine nachhaltige Entwicklung der Küsten und Meere engagiert.
EUCC-D unterstützt und initiiert nationale und internationale Projekte und agiert dabei als Vermittler und Bindeglied zwischen Wissenschaft, Praxis und Öffentlichkeit. Der Verein vernetzt Aktivitäten und Experten im Küstenbereich und ist in der Beratung und im Wissenstransfer aktiv. Hierfür stellt er Informations- und Bildungsmaterial bereit, gibt Zeitschriften heraus und engagiert sich im Bereich Bildung für nachhaltige Entwicklung (BNE).

## Ziele
EUCC-D setzt sich für die nachhaltige Entwicklung der Meere und Küsten ein, insbesondere für:
- Stärkung der deutschen Küstengewässer in ihrer Funktion als Natur-, Wirtschafts-, Sozial- und Kulturraum
- Anpassung an die Auswirkungen des globalen Wandels
- Bewusstseinsbildung für den Wert und Schutz der Meeres- und Küstenräume
- Förderung der Bildung für nachhaltige Entwicklung (BNE) mit Fokus auf Meere und Küsten
- Stärkung der internationalen Zusammenarbeit im Bereich Management von Küste und Meer

## Aktivitäten
Der Verein EUCC-D richtet sich mit seinen Aktivitäten an alle, die beruflich oder privat an der Thematik Küste und Meer interessiert sind. Hierzu zählen insbesondere Küstenfachleute und -akteure, Studenten und Absolventen IKZM-naher Fachrichtungen, interessierte Küstenbewohner und Touristen.
Zu den Vereinsaktivitäten gehören, u. a.:
- Initiierung und Umsetzung von Pilotprojekten
- Organisation und Umsetzung von Konferenzen, Workshops, Wettbewerben, Summer Schools, Weiterbildungsveranstaltungen und bundesweiten Ausstellungen
- Entwicklung und Bereitstellung von Werkzeugen für Information und Wissenstransfer wie z. B. Datenbanken, Informationsplattformen, KüstenGIS und eLearning Programme
- Publikation von Artikeln, Zeitschriften und Filmen

EUCC-D beteiligt sich darüber hinaus an der Umsetzung europäischer Richtlinien im Bereich Gewässermanagement (WRRL und MSRL) und wirkt dazu im Strandmüll-Spülsaummonitoring MV und im Runden Tisch Meeresmüll mit.

## Angebote
- Küsten Newsletter
- Magazin Meer & Küste
- Publikation und Verbreitung wissenschaftlicher Ergebnisse in den Schriftenreihen Coastline Reports und Coastal & Marine
- Wanderausstellungen zu Meeresmüll, Fischerei & Aquakultur
- Bereitstellung von Datenbanken zu Küstenfotografien, Schrägluftbildern, Projekten, Dokumenten und Veranstaltungen
- Erstellung und Verbreitung thematischer Kurzfilme
- Organisation von Veranstaltungen und Durchführung von Seminaren zu Küsten- und Meeresthemen
- Vermittlung und Vernetzung von Experten, Fachreferenten und Organisationen
- Entwicklung und Bereitstellung von Lerneinheiten und Bildungskisten im Bereich BNE
- Initiierung und Umsetzung von Projekten auf nationaler und europäischer Ebene